# Entvedul
Entvedul är en ö i Eritrea. Den ligger i den nordöstra delen av landet, 150 km nordost om huvudstaden Asmara. Arean är 3,2 kvadratkilometer.
Terrängen på Entvedul är mycket platt. Öns högsta punkt är 9 meter över havet. Den sträcker sig 3,3 kilometer i nord-sydlig riktning, och 2,7 kilometer i öst-västlig riktning.